# オープンシステム (コンピュータ)
オープンシステム（英: Open System、オープン系）は、コンピュータの世界でオープン標準に準拠したソフトウェアや、それを使用しているコンピュータのこと。
主に以下の2つの用法で使用されている。
- UNIXおよびUnix系の呼称 - 世界的な用法。主にソフトウェア上の用語。当記事で説明。
- 分散システムのこと - 1990年代以降の日本のみで主流の用法。ハードウェア面を指す場合も多く、本来プロプライエタリなWindowsなども含む。世界的には通用しない。当記事の日本の特殊事情を参照。

## 概要
オープンシステムは相互運用性、移植性、オープン標準などを持ったコンピュータシステムのことである。この用語は、1980年代前半より、当時のメインフレームやミニコンピュータなどと比較し、主にUNIX（およびUnix系）を指して使われた。
古いレガシーと呼ばれるシステムに対し、UNIXは標準化されたプログラミング・インターフェースを持ち、相互運用性が高く、サードパーティーからの各種のハードウェアやソフトウェアが使用できた。標準化団体にはThe Open Groupなどがある。
しかし現在ではレガシーと呼ばれたシステムも各種のオープン標準を取り入れ、逆に商用UNIXも細部は各ベンダーによる相違点が多いなど、単純な分類は困難になっている。
→ 詳細は Open System（英語）を参照
なおMicrosoft Windowsは、マイクロソフトによる独自仕様（プロプライエタリ）のオペレーティングシステムなため、オープンシステムとは呼ばれない。
→ 詳細は 日本の特殊事情 を参照

## 日本の特殊事情

### 経緯
世界的には一般的に、メインフレームなど企業の中心的なシステムを「ホスト系」、ミニコンピュータなど周辺的なシステムを「分散系」と呼び、またベンダー独自仕様を「プロプライエタリ」、各種オープン標準に準拠したものを「オープンシステム」と呼んでいる。例えば通常UNIX、Unix系、オープンソースソフトウェアなどはオープンシステムで、NetWare社やMicrosoft社の製品は独自仕様である。
しかし日本では1980年頃まで各メーカー独自仕様のハードウェアやソフトウェアが普及した影響で、1990年代のダウンサイジング時期に普及したパーソナルコンピュータやワークステーション、サーバなどのシステムを、特定のハードウェアメーカーに縛られないとの意味で「オープンシステム」と呼ぶようになり、NetWareやMicrosoftなどのプロプライエタリ製品も「オープン」と呼ばれる事が多い。
そもそも「オープン」や「独自仕様」の分類は厳密なものではなく、例えば商用UNIXやメインフレームは基本はプロプライエタリだが各種オープン標準の採用もあり、またオープンシステムも標準化団体やオープンソースライセンスには色々な種類やレベルが存在している。
公式実装がプロプライエタリであるWindowsのAPIやドキュメントは広く一般に公開されており、商用UNIXと同様にオープンシステムの要件を部分的に満たしている。マイクロソフトが定めるライセンス条項に抵触しない範囲での互換製品の開発も認められており、ReactOSやWine、SteamOSなどの互換実装が存在する。FAT/exFAT/NTFSファイルシステムや.NETなどの一部のWindowsコンポーネントは、後にオープンソースソフトウェアとして公開されている。

### 備考
一般に「オープン」は以下のように色々な異なる意味でも使用されている。
- 各種の標準化団体の仕様に準拠している
- デファクトスタンダード（事実上の標準）に準拠している
- 周辺機器やソフトウェアなどが多くエコシステムが形成されている
- 提供ベンダーが多く、ユーザーの選択の自由度が高い
- 仕様公開、ライセンス費用が低い、コピーレフト、更には無償、ユーザーによる改変可能